# Première université de médecine Ivan Setchenov de Moscou
La première université médicale d'État de Moscou I.M. Sechenov (officiellement première université médicale d'État de Moscou, informellement Université Sechenov), était à l'origine la faculté de médecine de l'université d'État de Moscou, est le centre médical national de Russie (affilié au ministère de la Santé de la fédération de Russie) ; l'université Sechenov se classe au 1er rang en Russie et en Europe de l'Est dans le classement médical.
La première université de médecine Ivan Setchenov de Moscou (en russe : Первый Московский государственный медицинский университет имени И. М. Сеченова), est une université publique russe fondée en 1758, membre de l'Association internationale des universités. Elle collabore avec dix-huit universités à l'étranger. L'établissement est situé à Moscou, au no 8 rue Trubetskaïa. L'université porte le nom du physiologiste et neurologue russe Ivan Setchenov depuis 1955. Sa devise est Primus inter pares, qui signifie littéralement « premier parmi les pairs ». Vladimir Serbsky et Oleg Iourievitch Atkov y ont étudié.

## Infrastructure
L'université Ivan Setchenov compte 139 bâtiments dont la superficie s'étend sur 360 Km2. Sa structure hospitalière est composée d'un centre clinique de recherche scientifique et de seize centres diagnostiques et thérapeutiques. Au sein du centre clinique fonctionnent 40 laboratoires et sept institut de recherche consacrés à la médecine moléculaire, la pneumo-phtisiologie, la pharmacologie, l'uro-néphrologie, la sociologie médicale, l'économie médicale, la parasitologie et des maladies tropicales.
À l'heure actuelle, l'université Ivan Setchenov compte 4 facultés et 15 instituts, qui sont des subdivisions structurelles de l'université Ivan Setchenov (dont 5 instituts du parc scientifique et technologique de la biomédecine), ainsi qu'une branche étrangère située à Bakou.
Le parc des sciences et technologies biomédicales est une grappe interdisciplinaire de haute technologie et à forte intensité de connaissances de l’université Ivan Setchenov. C'est un consortium composé de cinq institutions :
- l’ institut de médecine moléculaire ;
- l’institut de médecine régénératrice ;
- l’institut de médecine personnalisée ;
- l’institut de médecine translationnelle et de biotechnologie ;
- l’institut de technologie et d'ingénierie bionique.

### Succursale de Bakou en Azerbaïdjan
L'ouverture d'une succursale à l'étranger a eu lieu en 2015. La formation dans la branche se déroule conformément au programme et aux programmes de l'université Setchenov, les cours sont dispensés en russe. Les diplômés de la branche reçoivent un diplôme de l’université Ivan Setchenov.
L'université accueille près de 15 000 étudiants russes et étrangers. Ils reçoivent une formation à temps plein, en soirée et par correspondance, y compris des éléments d'éducation à distance.

## Facultés
- Faculté thérapeutique
- Faculté de prophylaxie
- Faculté de pharmacologie
- Faculté de stomatologie
- Faculté de sciences infirmières
- Faculté de pédiatrie
- Faculté de formation psychosociologique
- Faculté de gestion et d’économie médicales

## Historique
La faculté de médecine de l'université de Moscou ayant servi de base à l'établissement actuel est fondée sur l'impulsion de Mikhaïl Lomonossov et le comte Ivan Chouvalov en 1758. Son premier corps enseignant est principalement composé de professeurs étrangers. De grands noms de professeurs russes sont à distinguer, parmi lesquels on retrouve Semion Zybeline (ru), Piotr Veniaminov (ru), Fiodor Politkovski (ru), Foma Barsouk-Moïsseïev (ru).
En 1805, la clinique universitaire commence à fonctionner au sein de la faculté. Les étudiants ont l'occasion d'assister aux consultations en médecine générale auprès du professeur Politkovski, en gynécologie auprès du professeur Wilhelm Michael von Richter (ru) et aux interventions chirurgicales auprès du professeur Fiodor Hiltebrandt (ru).
Dans la deuxième moitié du XIXe siècle, plusieurs scientifiques reconnus y enseignent, tels que Nikolaï Sklifossovski, Alekseï Kojevnikov, Ivan Setchenov, Nil Filatov (ru), 
Vladimir Sneguirev (ru).
En 1930, la faculté est détachée de l'université de Moscou et devient le premier institut de médecine. L'établissement est décoré de l'ordre de Lénine en 1940 et de l'ordre du Drapeau rouge du Travail en 1965. Le nom d'Ivan Sétchenov lui est attribué en 1955.
En 1958, on y intègre l'Institut de pharmacologie de Moscou qui devient l'une de ses facultés. 
En 1989, l'Institut de médecine de Moscou arrive deuxième dans le classement des établissements d'enseignement supérieur en médecine par l'Unesco.
En 1990, l'établissement est renommé en Académie de médecine de Moscou. 
Entre 1990 et 2000, on inaugure six nouvelles facultés et trois Instituts de recherche scientifique.
L'établissement reçoit l'appellation d'université le 20 juillet 2010.

## Personnalités liées à l'université

### Anciens étudiants
- Leyla Adamyan (1949-), gynécologue géorgienne